# 漢密爾頓鎮區 (阿肯色州洛諾克縣)
漢密爾頓鎮區（英語：Hamilton Township）是位於美國阿肯色州洛諾克縣的一個行政鎮區。

## 地方資料
漢密爾頓鎮區的面積為96.47平方千米，當中陸地面積為95.31平方千米，而水域面積為1.16平方千米。根據2010年美國人口普查的數據，當地共有人口148人，而人口密度為每平方千米1.53人。